# Dimkrimmerlav
Dimkrimmerlav (Rinodina sheardii) är en lavart som beskrevs av Tor Tønsberg. Dimkrimmerlav ingår i släktet Rinodina, och familjen Physciaceae. Enligt den svenska rödlistan är arten akut hotad i Sverige. Arten förekommer i Svealand. Artens livsmiljö är skogslandskap.